# Piotr Bojarski
Piotr Bojarski (ur. 1970) – polski pisarz. Autor powieści historycznych, kryminalnych oraz książek reporterskich.  

## Życiorys
Twórca serii kryminałów retro osadzonych w międzywojennym Poznaniu, z postacią komisarza Zbigniewa Kaczmarka w roli głównej. W swoim dorobku ma również powieści sensacyjno-historyczne: Juni (o Poznańskim Czerwcu 1956) oraz Coraz ciemniej w Wartheland (m.in. o wojnie biologicznej, wydanej Niemcom w czasie okupacji przez Związek Odwetu). W swojej twórczości wykorzystuje często historyczne postacie, wydarzenia i miejsca, wplatając je w intrygę powieści. 
Wychował się we Wschowie, a wczesne lekcje historii pobierał od dziadka, ułana Wołyńskiej Brygady Kawalerii. Pierwsze próby pisarskie podejmował wcześnie, w latach szkolnych, inspirowany pisarstwem Edmunda Niziurskiego (powieść Tajemnica woźnego, której akcja toczy się we Wschowie).
W 1989 podjął studia w Poznaniu. Został absolwentem Wydziału Historycznego Uniwersytetu im. Adama Mickiewicza. Następnie pracował jako dziennikarz w „Gazecie Poznańskiej” (1994–1996) i „Gazecie Wyborczej” (1997–2018). Dwukrotnie był laureatem nagrody Wielkopolskiego Oddziału Stowarzyszenia Dziennikarzy Polskich (w 2001 i 2009). W 1999 zdobył też nagrodę Prezydenta Miasta Poznania.
W grudniu 2014 odebrał Nagrodę Specjalną II edycji Wielkopolskiego Konkursu Scenariuszowego za scenariusz filmu Mecz.
W marcu 2021 powołany na kierownika Centrum Szyfrów Enigma, należącego do Poznańskiego Centrum Dziedzictwa.

## Publikacje
- reportaż historyczny:
  - Cztery twarze Prusaka (2010)[7]
  - Poznaniacy przeciwko swastyce (2015)[8]
  - 1956. Przebudzeni (2016)[9] – książka-finalistka konkursu Książka Historyczna Roku 2017
  - Fiedler. Głód świata (2020)[10] – książka-finalistka konkursu Travelery 2020
- cykl powieści kryminalnych i historycznych z poznańskim komisarzem Zbigniewem Kaczmarkiem (niektóre części cyklu utrzymane są w stylistyce fikcji politycznej i historii alternatywnej):
  - Kryptonim Posen (2011)[11]
  - Mecz (2012)[12]
  - Rache znaczy zemsta (2013)[13]
  - Pętla (2014)[14]
  - Arcymistrz (2015)[15]
  - Cwaniaki (2018)[16]
  - Szmery (2019)[17] – nominacja do finału konkursu Kryminalna Piła dla najlepszej polskiej miejskiej powieści kryminalnej roku 2019
  - Na całego (2020)[18]
  - Mora (2022) – nominacja do finału konkursu Kryminalna Piła dla najlepszej polskiej miejskiej powieści kryminalnej roku 2022
  - Ostatnich gryzą psy (2024)
- współczesna powieść kryminalna:
  - Ściema (2015) – książka nominowana do środkowoeuropejskiej nagrody literackiej Angelus 2016[19]
  - Biegacz (2017) – nominacja do finału konkursu Kryminalna Piła dla najlepszej polskiej miejskiej powieści kryminalnej roku 2017[20]
  - Pokuszenie (2018)[21]
- powieści historyczne:
  - Juni (2016) – książka w lipcu 2016 wygrała konkurs literacki na najlepszą powieść o Poznaniu, zorganizowany przez Wydawnictwo Miejskie Posnania i Voyager Club[22]
  - Coraz ciemniej w Wartheland (2021)